# Cisowa Przełęcz
Cisowa Przełęcz (słow. Predné Tisovské sedlo) – bezleśna przełęcz położona na wysokości ok. 1302 m n.p.m. (według innych źródeł ok. 1307 m) znajdująca się w grani odchodzącej na północny zachód od wierzchołka Golicy Jaworzyńskiej w słowackiej części Tatr Wysokich. Siodło Cisowej Przełęczy oddziela Czerwoną Skałkę od sąsiadującej z nią Skrajnej Cisowej Czuby. Cisowa Przełęcz jest wyłączona z ruchu turystycznego i nie prowadzą na nią żadne szlaki, gdyż znajduje się na obszarze ochrony ścisłej.
Pierwsze wejścia na siodło Cisowej Przełęczy nie są znane, wchodzono na nią zapewne od dawna, gdyż jest przełęczą łatwo dostępną.